# Reisnudeln

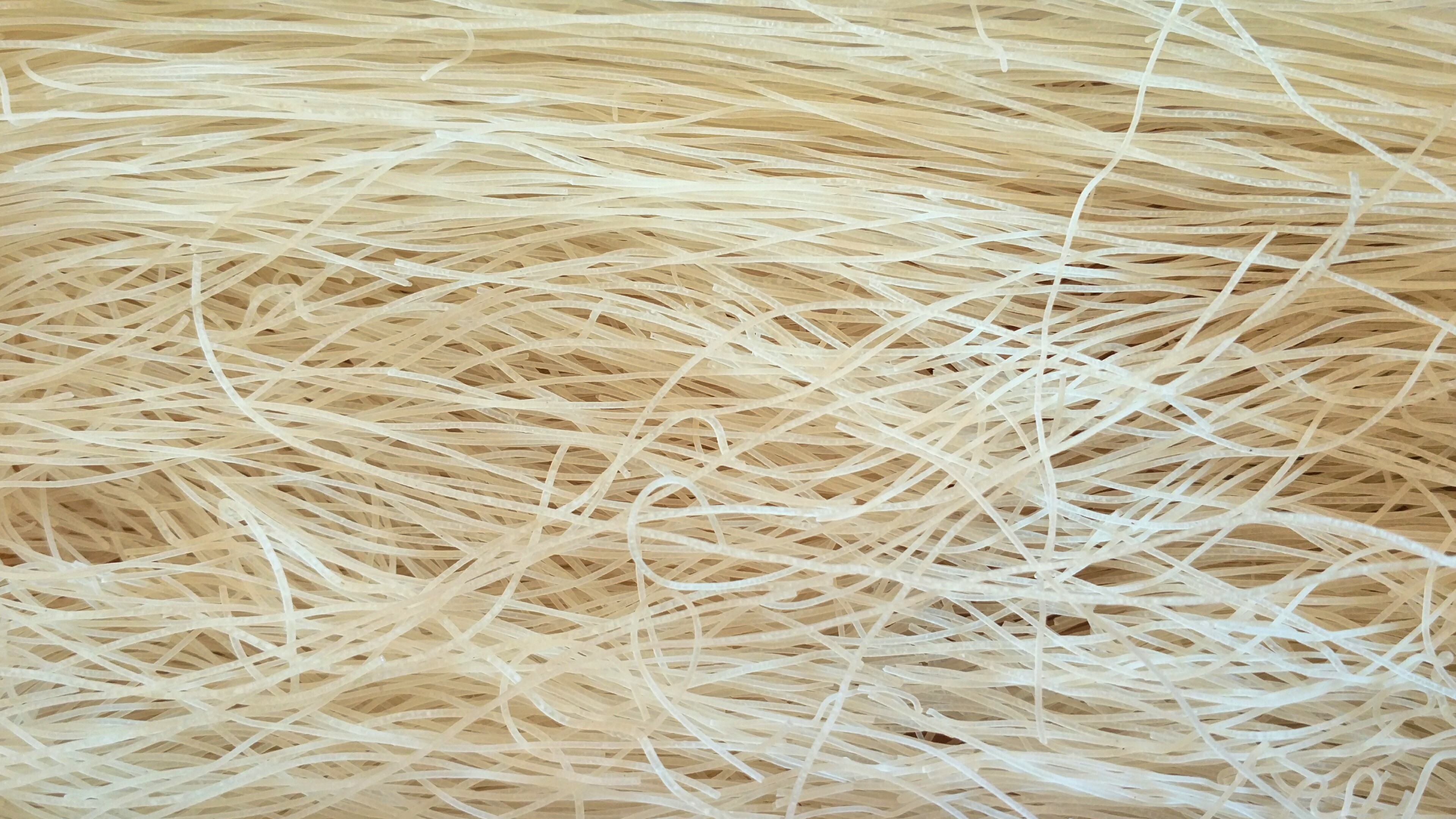
Gewöhnliche Nudeln aus Reismehl – mǐfěntiáo

Reisnudeln sind nudelartige Lebensmittel, die aus Reismehl hergestellt werden. Es gibt sie in verschiedenen Durchmessern und unterschiedlichen Breiten. Manchen Sorten wird auch Tapiokamehl oder Maisstärke zugegeben, um die Transparenz zu erhöhen sowie das Aussehen und die Konsistenz zu verbessern. Die Reisnudel ist sehr verbreitet in den verschiedenen Küchen Ostasiens.

## Zubereitung
Zum Essen werden meistens die ein bis zwei Millimeter dünnen Reisnudeln verwendet, die nur eine kurze Kochzeit von ein bis zwei Minuten benötigen. Man kann sie auch mit kochendem Wasser überbrühen und einige Minuten quellen lassen. Nach dem Abtropfen können sie weiterverarbeitet werden, beispielsweise als Nudelsuppe oder als gebratene Nudeln. Im Unterschied zu den Glasnudeln behalten sie nach dem Kochen ihre weißliche Farbe.

### Regionale Varianten und Gerichte
- Reisnudeln werden in China besonders gern im Süden gegessen. Die Reisnudeln sind regional verschieden. Sie variieren in unterschiedlichen Formen mit verschiedenem Durchmesser und Querschnitt.

- Mifen (chinesisch 米粉) oder Mifentiao (米粉条) genannt sind gewöhnliche Reisnudeln mit einem runden Querschnitt. Der chinesische Begriff mǐfěn ist außerhalb Chinas durch Auslandschinesen auch nach der Hokkien-Aussprache als Bíhún (米粉) bekannt.
- Mixian (米线) genannt, sind Reisnudeln aus Yunnan und haben einen größeren Durchmesser. Sie sind dicker als gewöhnliche Reisnudeln.
- Shahefen (沙河粉), kurz Hefen (河粉) genannt, sind Reisnudeln aus Guangdong und haben als Reisbandnudeln einen flachen Querschnitt.

- In Indonesien Mihun[Anm. 4][4][2] genannt – oft in der niederländischen Schreibweise Mihoen (Indonesien war bis 1949 niederländische Kolonie). Mihoen Goreng ist die Variation mit Reisnudeln eines verbreiteten Gerichts, das als Bami Goreng mit Nudeln und als Nasi Goreng mit Reis dargeboten wird.[4][5]
- In Japan werden chinesische Reisnudeln als Kulturexport auch Bifun genannt (japanisch in Kanji 米粉 oder in Katakana ビーフン).[6][7]
- In Thailand isst man Reisnudeln in der Nudelsuppe oder als Reisbandnudeln – Kuai Tiao, auch Kway Teow (thailändisch ก๋วยเตี๋ยว)[Anm. 5][8][9] genannt – in Phat Thai.[10][11]
- In Vietnam gibt es die Reisnudeln in verschiedenen Arten.

- Pho – lange, flache Bandnudeln, die als Bestandteil einer Suppe oder gebraten (vietnamesisch Phở Xào) gegessen werden.
- Bun – lange, runde Nudeln, in ihrer Form den italienischen Spaghetti ähneln, werden wie die Pho in Suppe (siehe Bun Bo) serviert oder als Beilage zu anderen Gerichten gereicht.

## Galerie

Verschiedene regionale Reisnudelngerichte
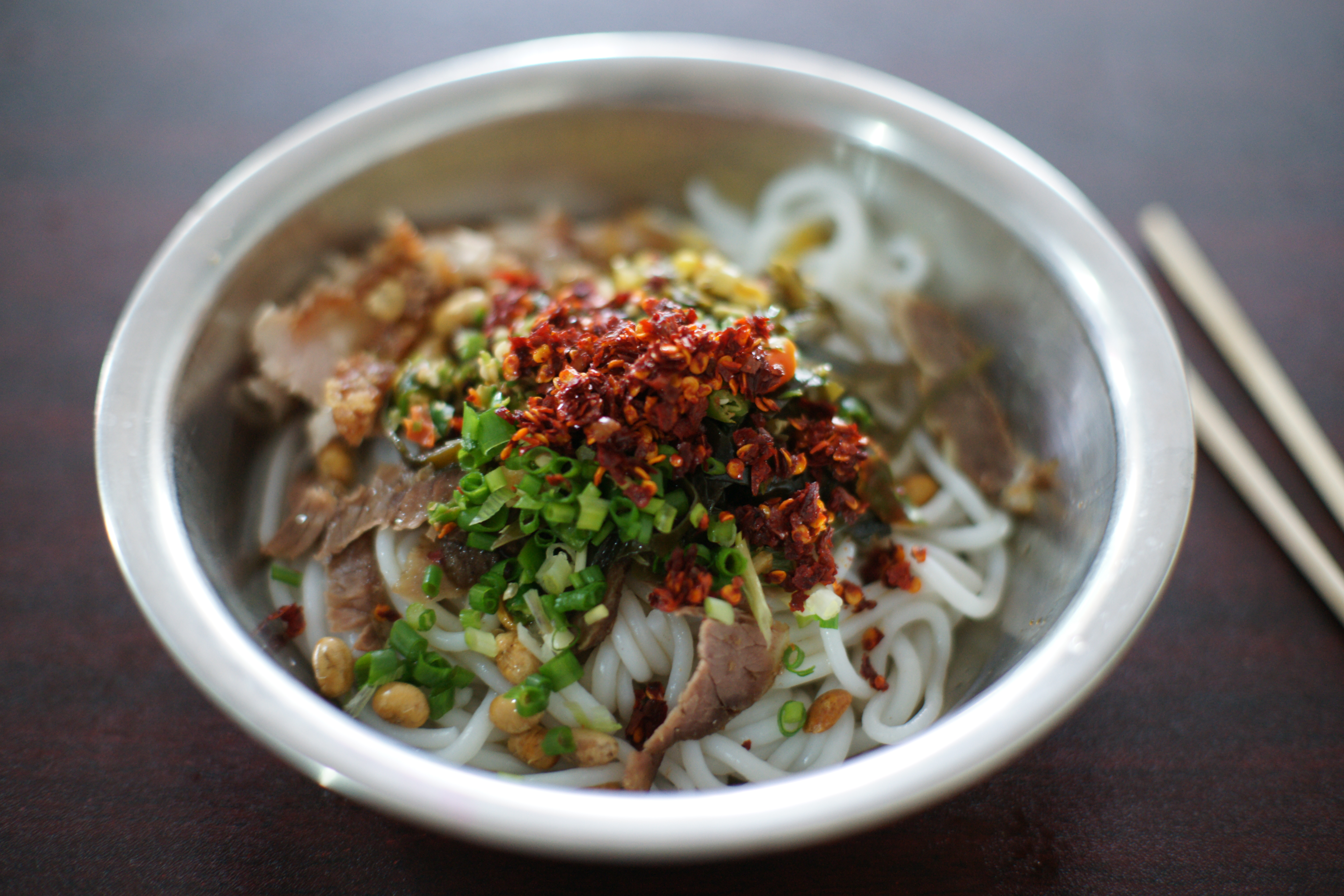
„Guilin-Mixian“-Reisnudeln[Anm. 6]
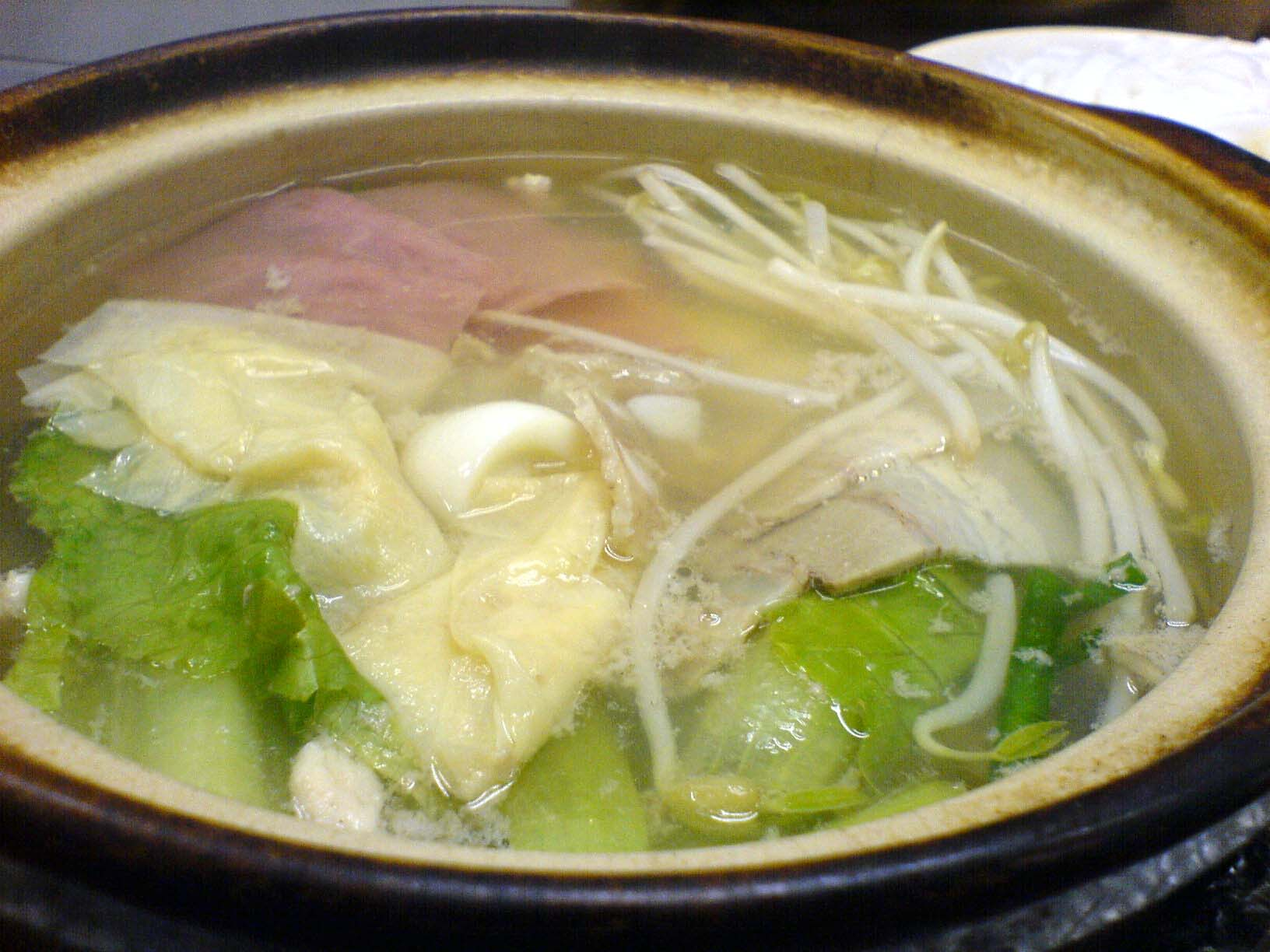
„Reisnudeln nach Yunnan-Art“[Anm. 7]
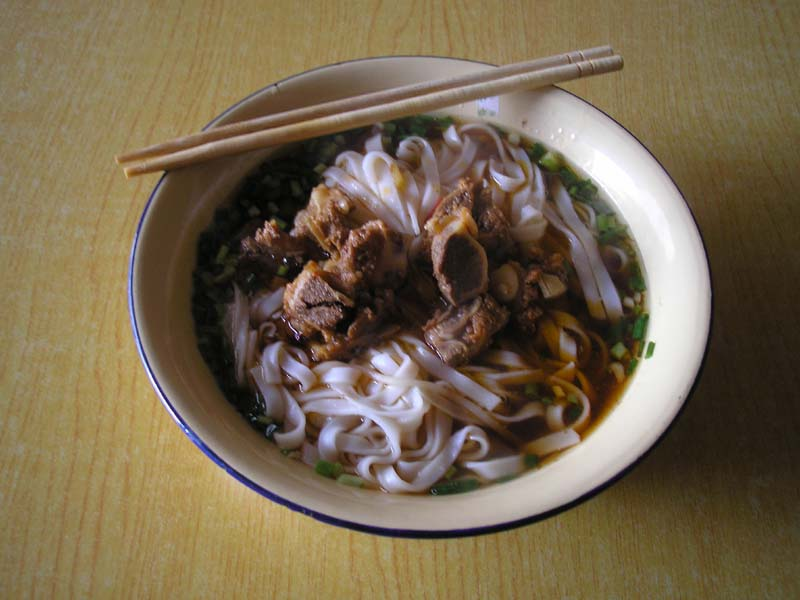
Reisnudeln nach Changde-Art[Anm. 8]
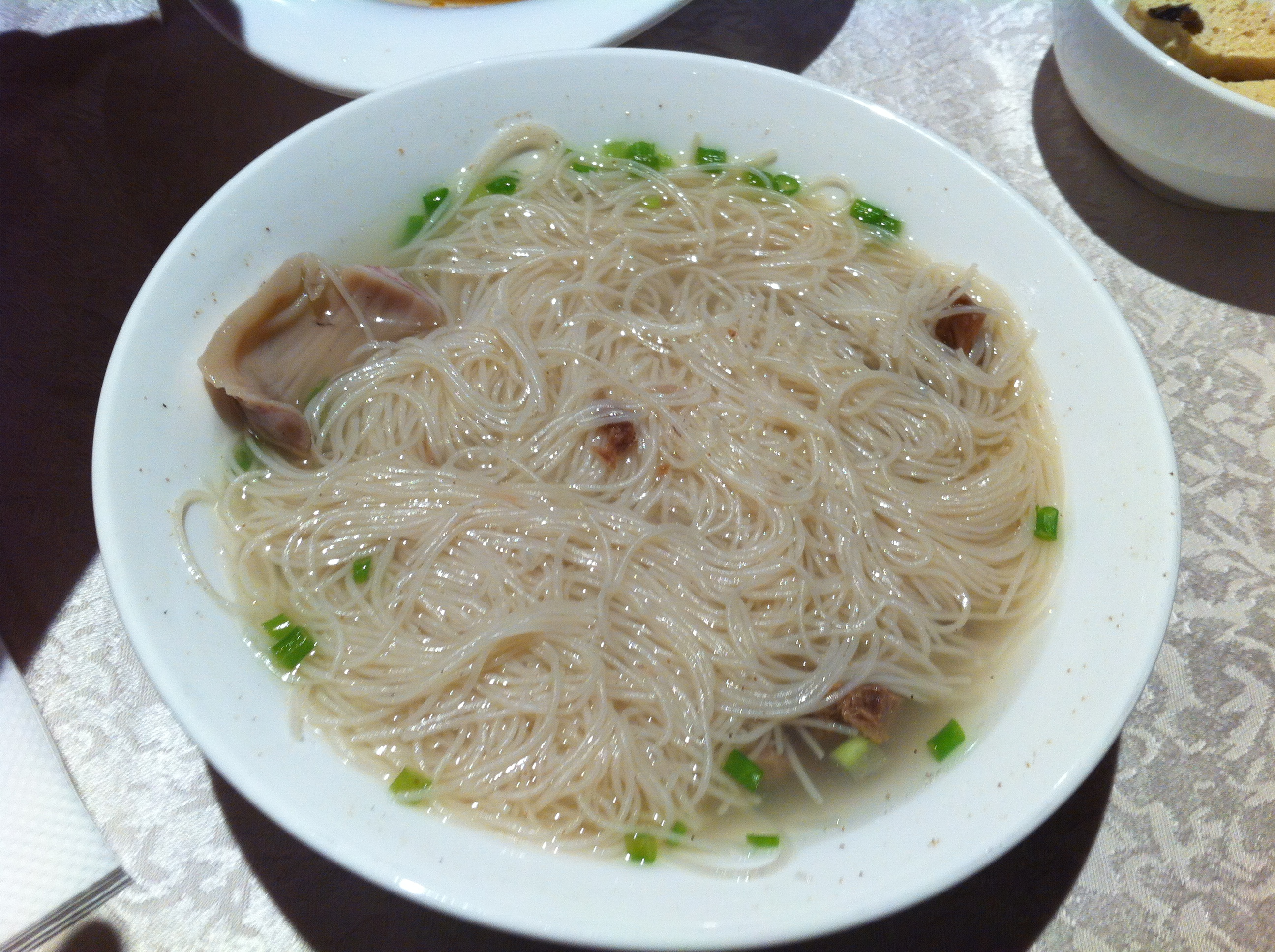
Reisnudeln nach Xinghua-Art[Anm. 9]
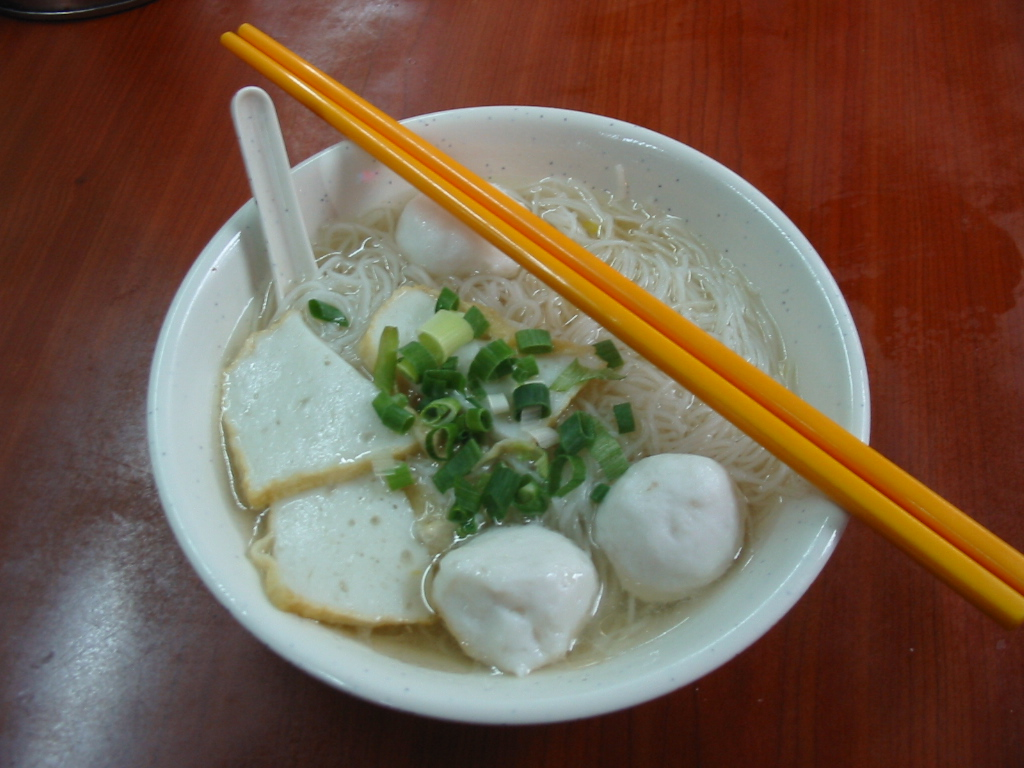
Reisnudeln mit Fischklößchen[Anm. 10]
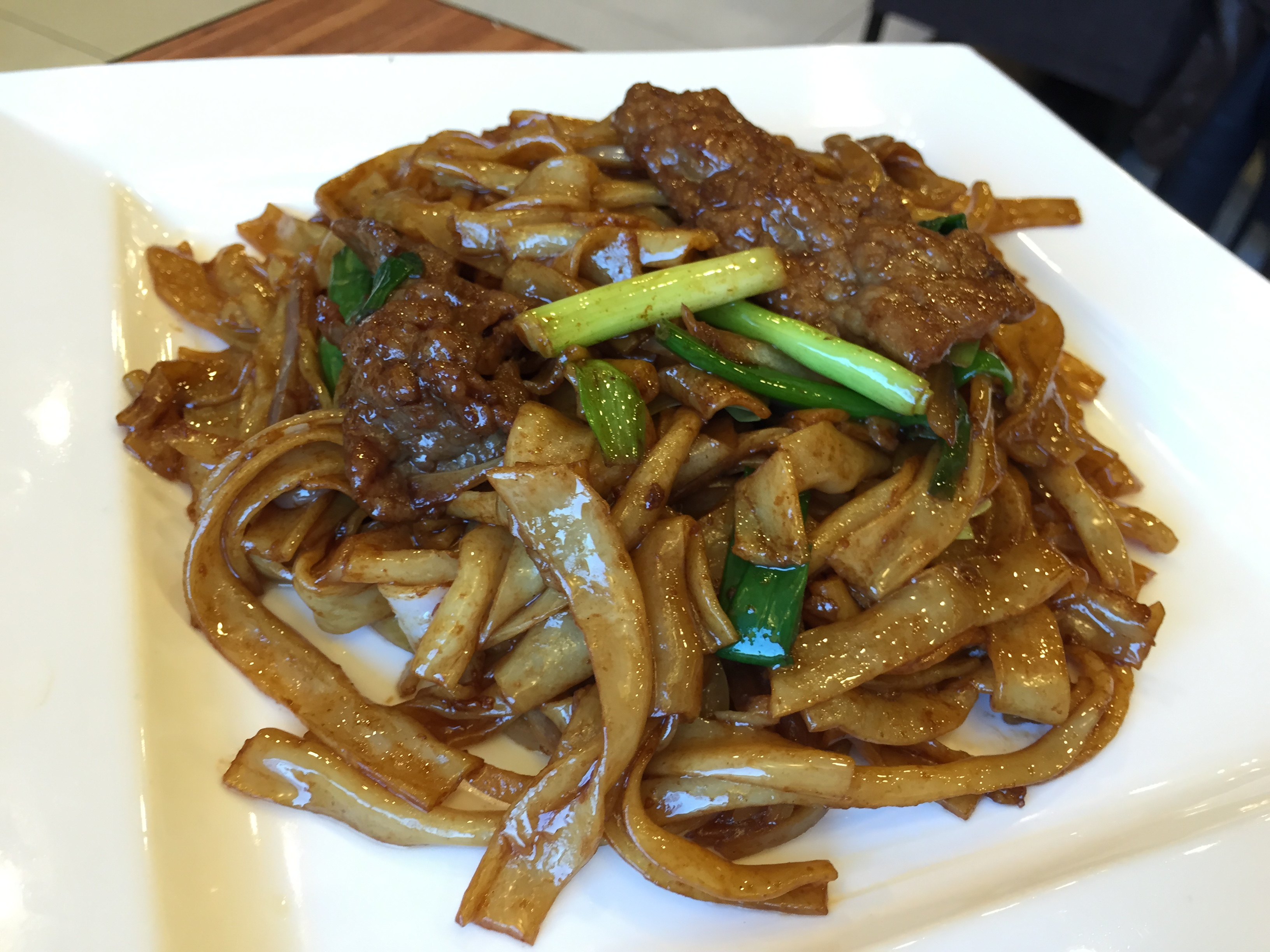
Gebratene Hefen mit Rindfleisch[Anm. 11]
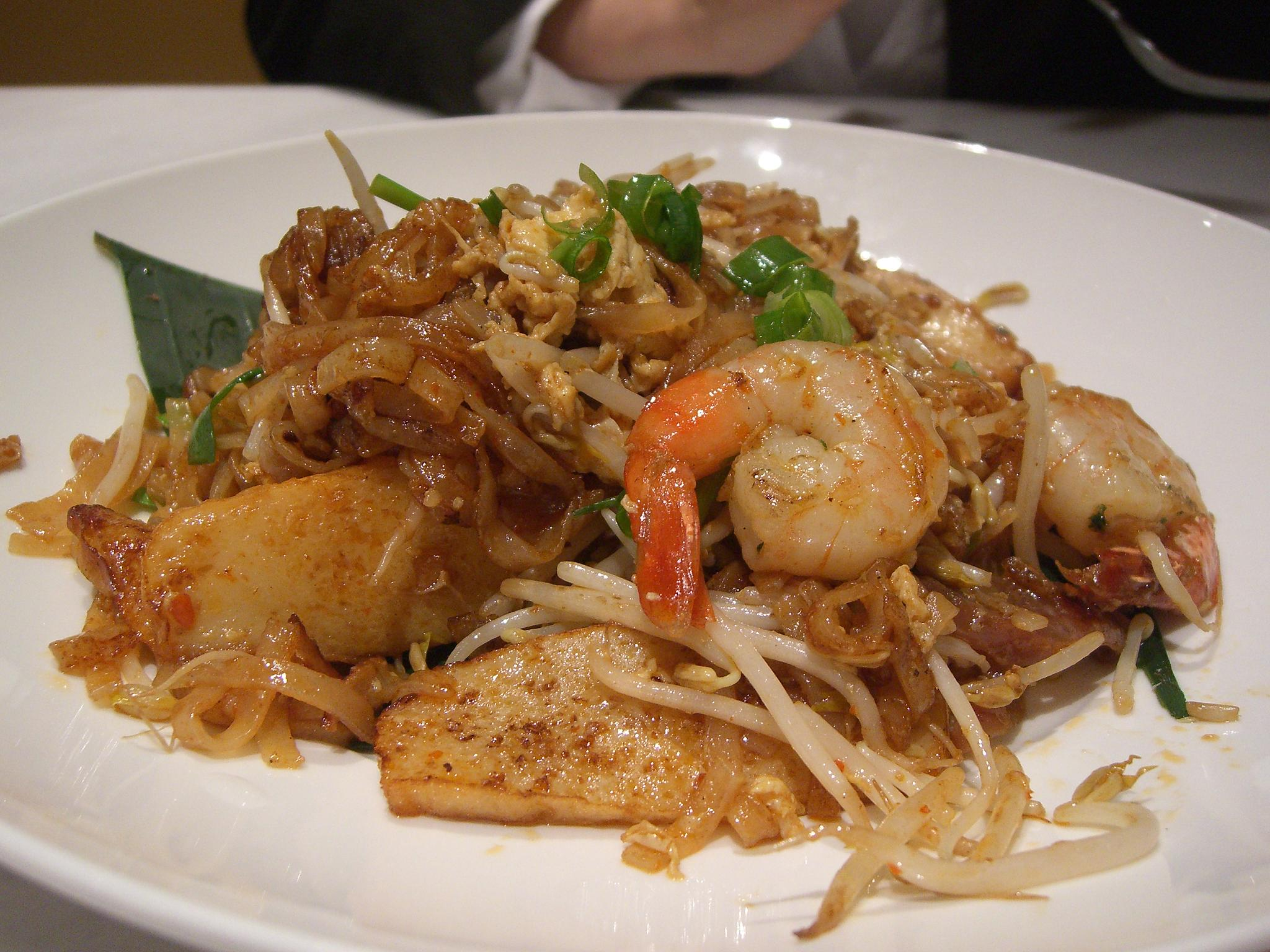
Gebratene Reisnudeln nach Chaozhou-Art[Anm. 12]
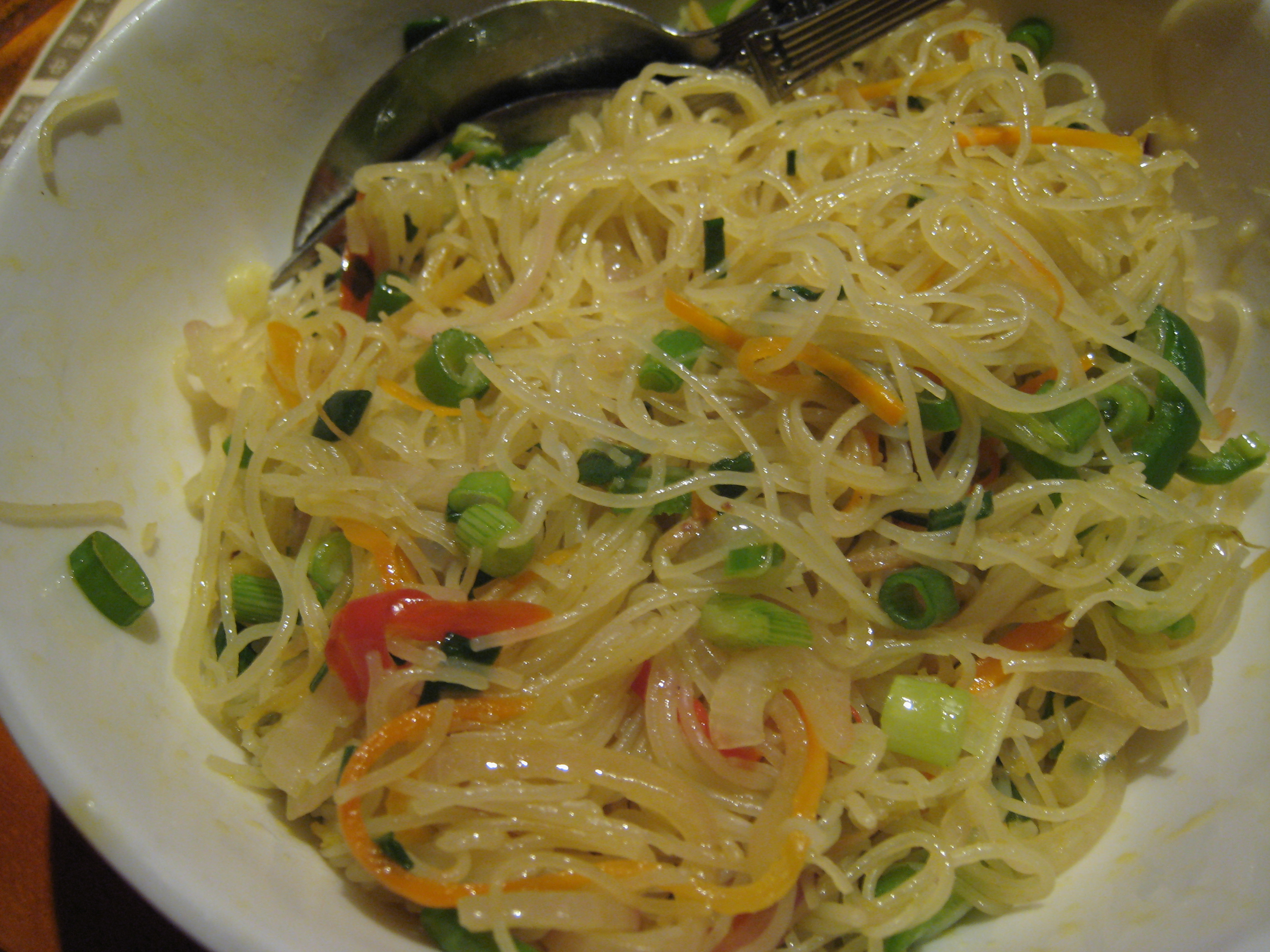
Gebratene Reisnudeln nach Singapur-Art[Anm. 13]